# Niquelândia (kommun)
Niquelândia är en kommun i Brasilien.   Den ligger i delstaten Goiás, i den centrala delen av landet, 150 km norr om huvudstaden Brasília. Antalet invånare är 42 380.
Följande samhällen finns i Niquelândia:
- Niquelândia

Omgivningarna runt Niquelândia är huvudsakligen savann. Runt Niquelândia är det mycket glesbefolkat, med 7 invånare per kvadratkilometer.